# 沙赫塔爾斯凱 (巴甫洛赫拉德區)
48°28′11″N 36°12′12″E / 48.46972°N 36.20333°E
沙赫塔爾斯凱（烏克蘭語：Шахтарське）是烏克蘭的村落，位於該國中部第聶伯羅彼得羅夫斯克州，由巴甫洛赫拉德区波赫丹尼夫卡市鎮負責管轄，處於薩馬拉河右岸，距離梅爾察利夫卡3.5公里，海拔高度127米，2001年人口145。